# Malmö moské
Malmö moské är den näst äldsta moskébyggnaden i Sverige. Byggnaden befinner sig precis öster om Inre ringvägen och är en del av Jägersro, Husie.
Byggandet påbörjades i april 1983 och ett år senare hölls den första fredagsbönen i moskén. Moskén förvaltas av organisationen Islamic Center. År 2000 försökte Islamiska Kulturföreningen i Malmö med hjälp av den saudiska stiftelsen al-Haramain ta kontrollen över moskén efter att verksamheten fått ekonomiska svårigheter med en muta på 5 miljoner dollar till Islamic centers ordförande Becirov. I gengäld skulle den saudiska stiftelsen införa den mer konservativa wahhabistiska tolkningen av islam, men erbjudandet avböjdes. En del av centret förstördes av en brand i april 2003. Moskén återuppbyggdes på mindre än ett år. Moskén har även under 2005 blivit utsatt för två attentat, där dock endast smärre skador orsakades. År 2008 köptes moskén av libyska World Islamic Call Society för cirka 33 miljoner SEK.